# Pseudautomeris
Pseudautomeris är ett släkte av fjärilar. Pseudautomeris ingår i familjen påfågelsspinnare.

## Bildgalleri

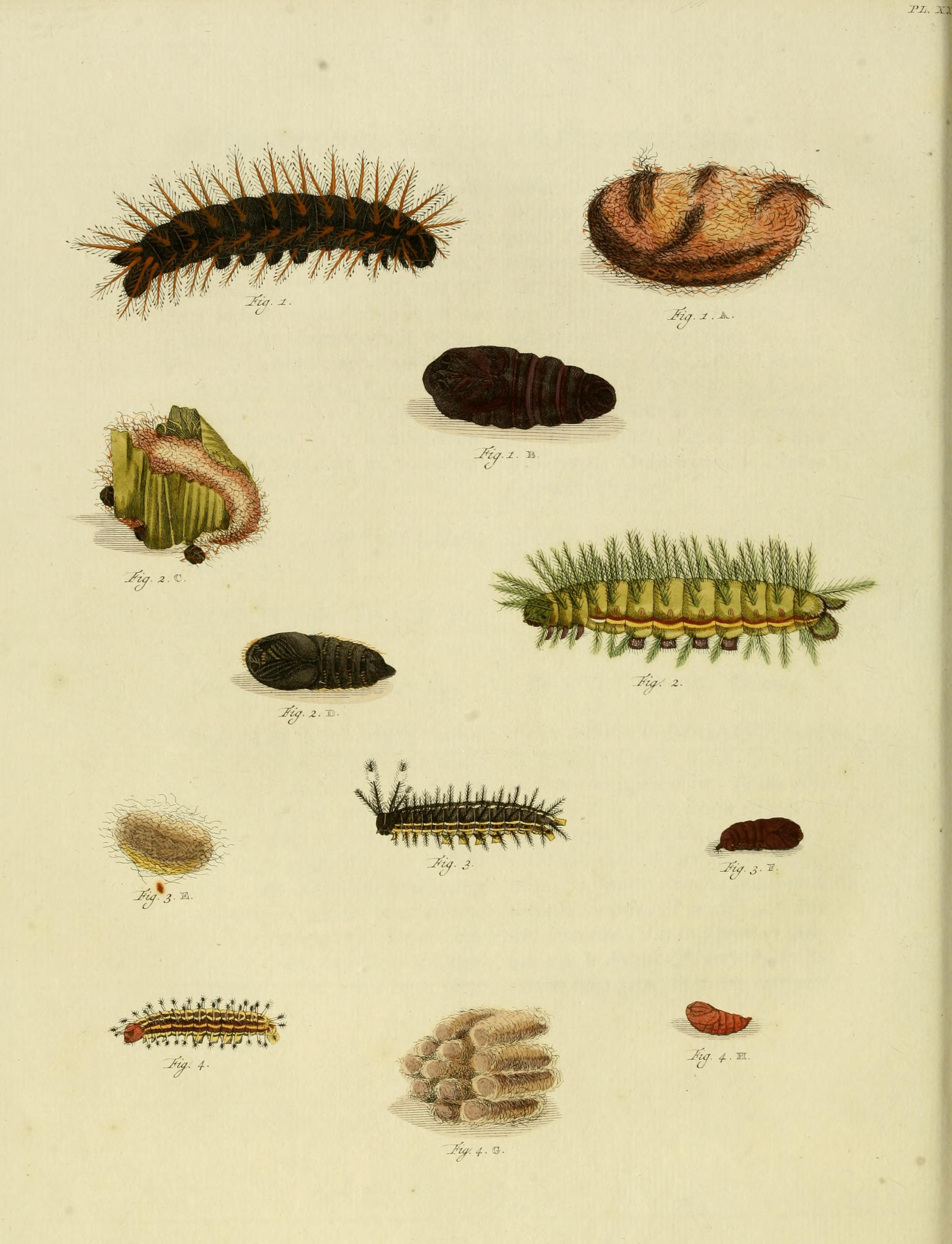
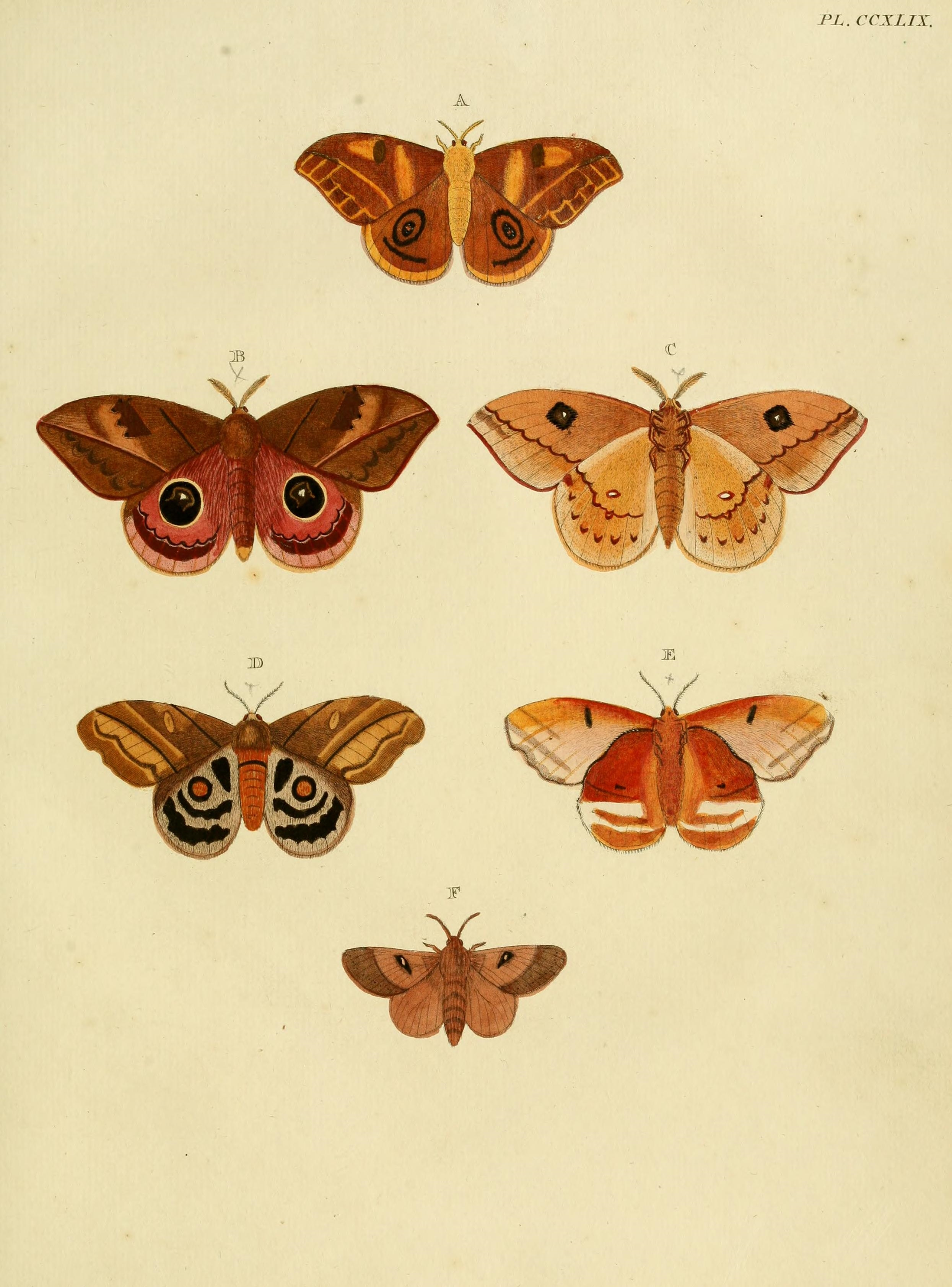
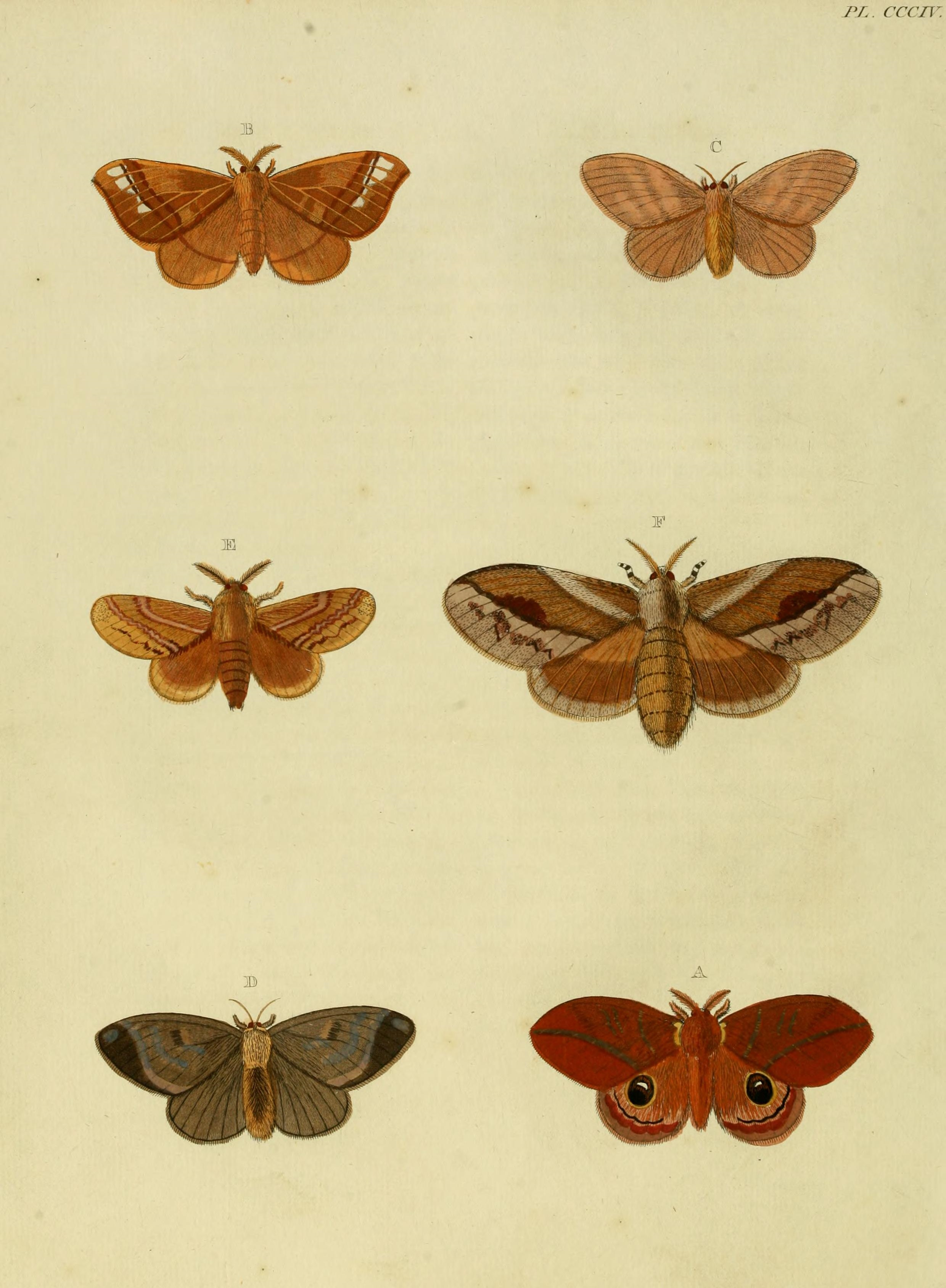
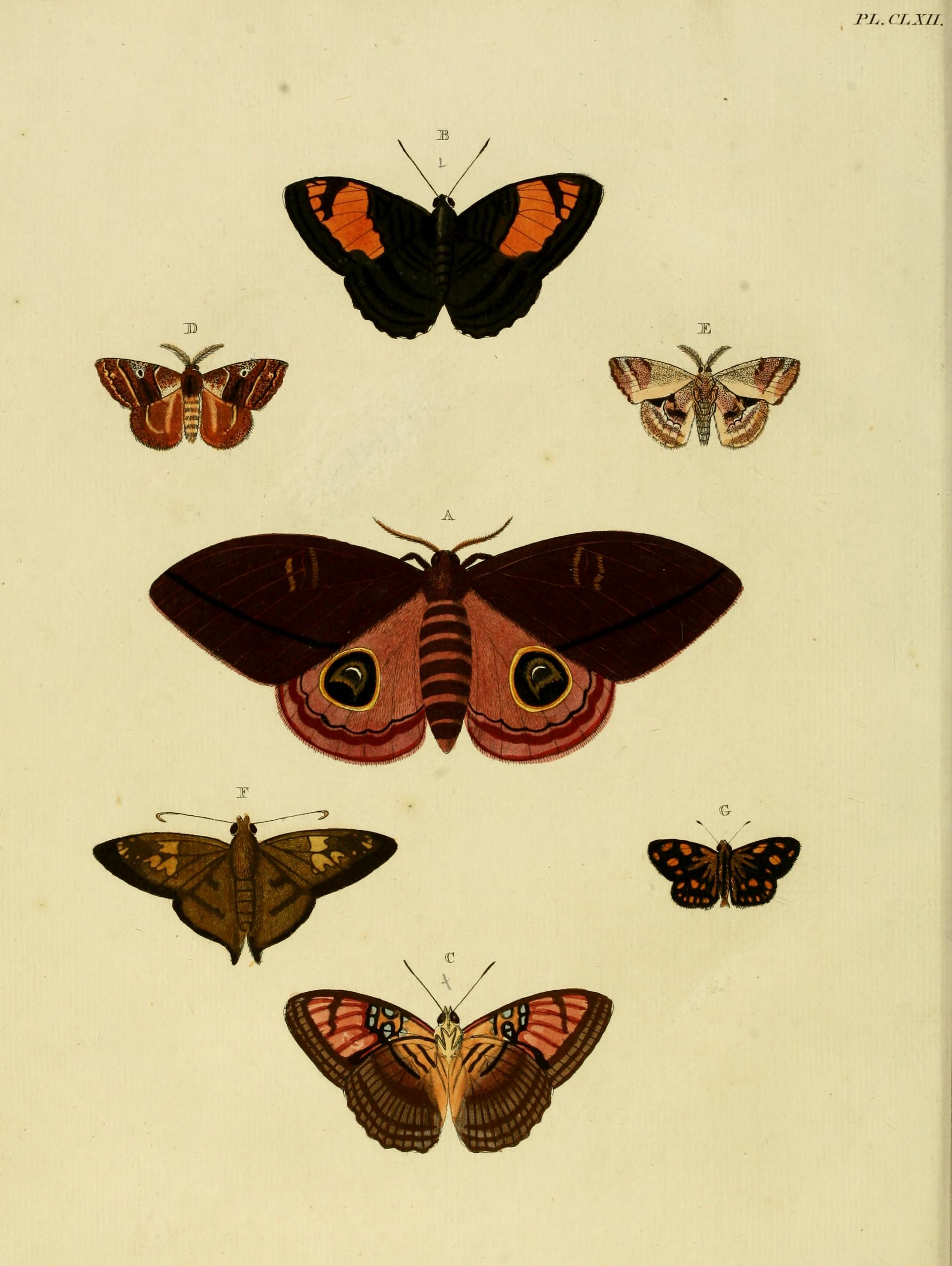
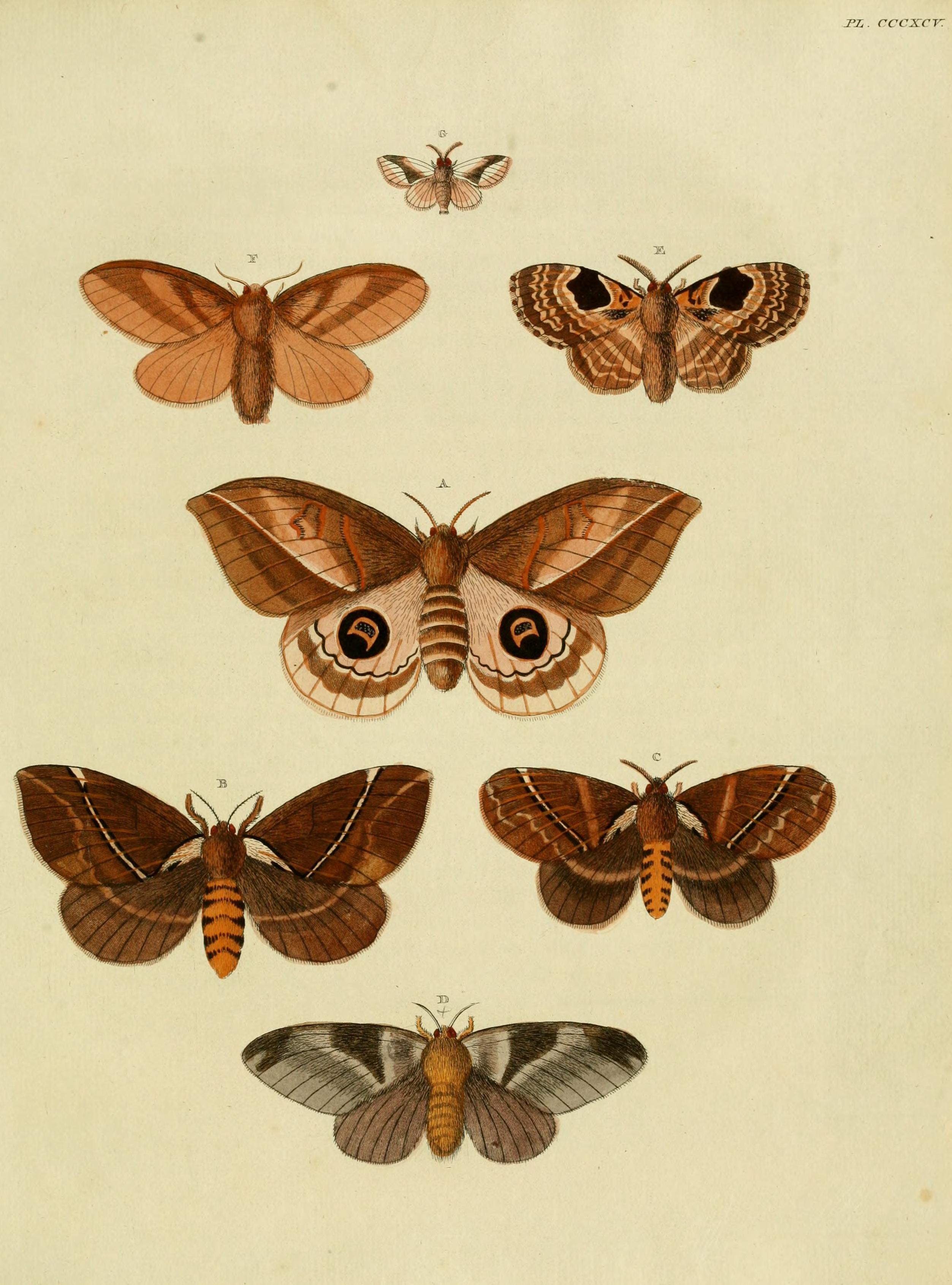
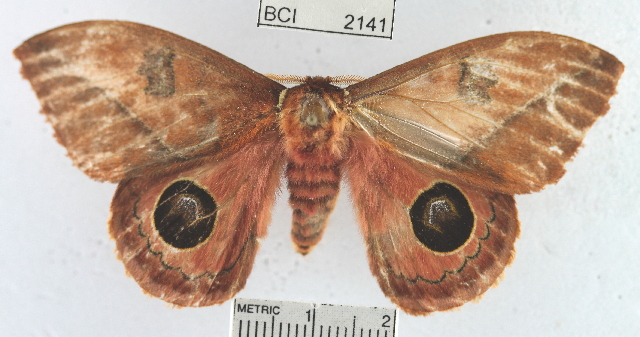

## Dottertaxa tillPseudautomeris, i alfabetisk ordning[1]
- Pseudautomeris amphirene
- Pseudautomeris antioquia
- Pseudautomeris armidia
- Pseudautomeris arminirene
- Pseudautomeris atra
- Pseudautomeris brasiliensis
- Pseudautomeris brutus
- Pseudautomeris caesar
- Pseudautomeris conjuncta
- Pseudautomeris coronis
- Pseudautomeris coronoides
- Pseudautomeris deletum
- Pseudautomeris erubescens
- Pseudautomeris eximius
- Pseudautomeris fimbridentata
- Pseudautomeris grammivora
- Pseudautomeris hersilia
- Pseudautomeris huebneri
- Pseudautomeris irene
- Pseudautomeris latus
- Pseudautomeris lucidus
- Pseudautomeris luteata
- Pseudautomeris metea
- Pseudautomeris nigrosignata
- Pseudautomeris obliqua
- Pseudautomeris ophthalmica
- Pseudautomeris parametea
- Pseudautomeris paucidentata
- Pseudautomeris pohli
- Pseudautomeris porifera
- Pseudautomeris porus
- Pseudautomeris quadridentata
- Pseudautomeris rectangularis
- Pseudautomeris roseus
- Pseudautomeris salmonea
- Pseudautomeris scapularis
- Pseudautomeris sinuosa
- Pseudautomeris stawiarskii
- Pseudautomeris suavina
- Pseudautomeris subcoronis